# Dazzle Ships
Dazzle Ships és el nom del quart disc del grup anglès de pop electrònic Orchestral Manoeuvres in the Dark. Va aparèixer al mes de març del 1983.
Després d'un període difícil durant el qual Humphreys i McCluskey van estar a punt de dissoldre el grup, OMD tornaren a l'actualitat presentant el seu disc més arriscat. "Dazzle Ships" està radicalment polaritzat: d'una banda, s'hi ofereixen temes de pur pop electrònic (com els senzills "Genetic engineering" i "Telegraph", o les balades "International" o "The romance of the telescope"); de l'altra, peces com "ABC Auto-Industry" o "Dazzle ships (Parts II, III & VII)" mostren la seva cara més radical i experimental.
Líricament, l'àlbum conté moltes referències a temes candents de política internacional, com ara la guerra freda i el bloc socialista ("Radio waves", "Radio Prague"...), o la dictadura de Somoza ("International"). Juntament amb els sintetitzadors analògics i el Mellotron que venien utilitzant fins llavors, el sampler E-mu Emulator fou un dels instruments més importants en la construcció del so obscur i melancòlic que mostra "Dazzle Ships".
Tot i la presència majoritària de temes del seu estil tradicional, el disc no pogué igualar els registres dels treballs anteriors en vendes i posicions a les llistes; en conseqüència, OMD decidiren de deixar progressivament de banda l'experimentació en els seus treballs posteriors i de concentrar-se en la seva vessant més pop i comercial.
Virgin Records va editar una versió especial remasteritzada de "Dazzle Ships" l'any 2008, coincidint amb el seu 25è aniversari, amb cinc temes extra.

## Temes

### CDV 2261
1. Radio Prague - 1:18
2. Genetic engineering - 3:42
3. ABC Auto-Industry - 2:06
4. Telegraph - 2:57
5. This is Helena - 1:58
6. International - 4:26
7. Dazzle ships (Parts II, III & VII) - 2:23
8. The romance of the telescope - 3:26
9. Silent running - 3:33
10. Radio waves - 3:44
11. Time zones - 1:49
12. Of all the things we've made - 3:27

### Temes extra de la versió remasteritzada (2008)
1. 4-Neu – 3:34
2. Genetic Engineering (312MM Version) – 5:12
3. 66 And Fading – 6:33
4. Telegraph (Extended Version) – 5:38
5. Swiss Radio International – 1:03

## Senzills
1. Genetic engineering // 4-Neu (11 de febrer de 1983)
2. Telegraph // 66 and fading (1 d'abril de 1983)

## Dades
- Orchestral Manoeuvres in the Dark: Paul Humphreys, Andrew McCluskey, Martin Cooper, Malcolm Holmes.
- Enregistrat als estudis The Gramophone Suite, Gallery Studio, Mayfair Studio.
- Mesclat als estudis The Manor.
- Enginyers de so: OMD, Rhett Davies, Ian Little, Keith Richard Nixon, Brian Tench.
- Temes escrits per Orchestral Manoeuvres in the Dark excepte "Radio Prague" i "Time zones" (arranjats per OMD) i "Radio Waves" (escrit per OMD/Floyd).
- Produït per Rhett Davies i Orchestral Manoeuvres in the Dark.
- Masteritzat a The Master Room per Arun Chakraverty.
- Disseny de portada: Peter Saville Associates.

## Instruments utilitzats
- Roland Drumatix Rythm Unit (Roland TR-606)
- Eko Rhythmaker
- Korg MS-20
- Roland SH-09
- Roland SH-2
- Emulator Synthesiser
- Novatron
- Prophet 5
- Oberheim OB-X
- Solina String Machine
- Vox Organ (orgue electrònic)
- Piano de joguina
- Orgue Rainbow
- Piano
- Bateries Gretsch i Ludwig
- Bombo militar Premier
- Guitarra Hammer Bass Block
- Fender Jazz (Baix)
- Speak & Spell Machine
- Ràdio Sanyo
- Màquina d'escriure

## Informacions addicionals
- Les veus robòtiques que se senten al tema "Genetic engineering" foren creades mitjançant una joguina electrònica anomenada Speak and Spell Machine.
- "Dazzle Ships" i els discos posteriors foren publicats a nom d'una discogràfica independent artificial anomenada Telegraph Records, creada arran de la fallida del segell DinDisc.
- El disseny de portada està basat en un tipus especial de camuflatge per a vaixells, utilitzat sobretot durant la Primera Guerra Mundial.